# Maison Chibourg
La maison Chibourg, appelée aussi ancien hôtel Chibourg, est un édifice situé à Caen, dans le département français du Calvados, en France. Elle est inscrite au titre des Monuments historiques.

## Localisation
Le monument est situé au no 98 rue Saint-Pierre, principal axe du centre-ville ancien de Caen.

## Historique
La construction de l'édifice, à l'emplacement de l'hôtel Mabrey de Merville, est datée du XVIIIe siècle, plus précisément 1767-1768. Son commanditaire est Joseph-Pierre Chibourg (1725-1806), recteur de l'Université de Caen  ou Pierre Chibourg, marchand droguiste.
En 1902, l'architecte Auguste Nicolas dote la librairie Jouan et Bigot d'une façade en bois sculptée, conservée depuis. L'intérieur conserve une mezzanine qui est un témoin de « l'architecture commerciale au début du siècle ».
La façade sur rue est inscrite au titre des Monuments historiques depuis le 13 avril 1928.

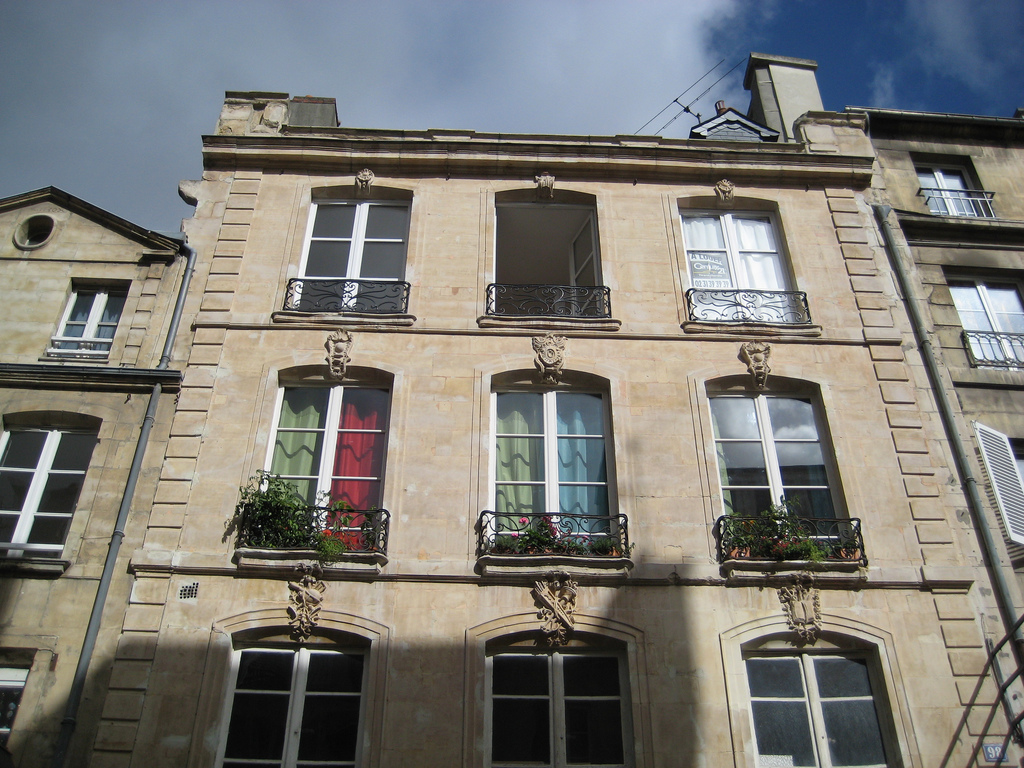
Partie haute de l'édifice
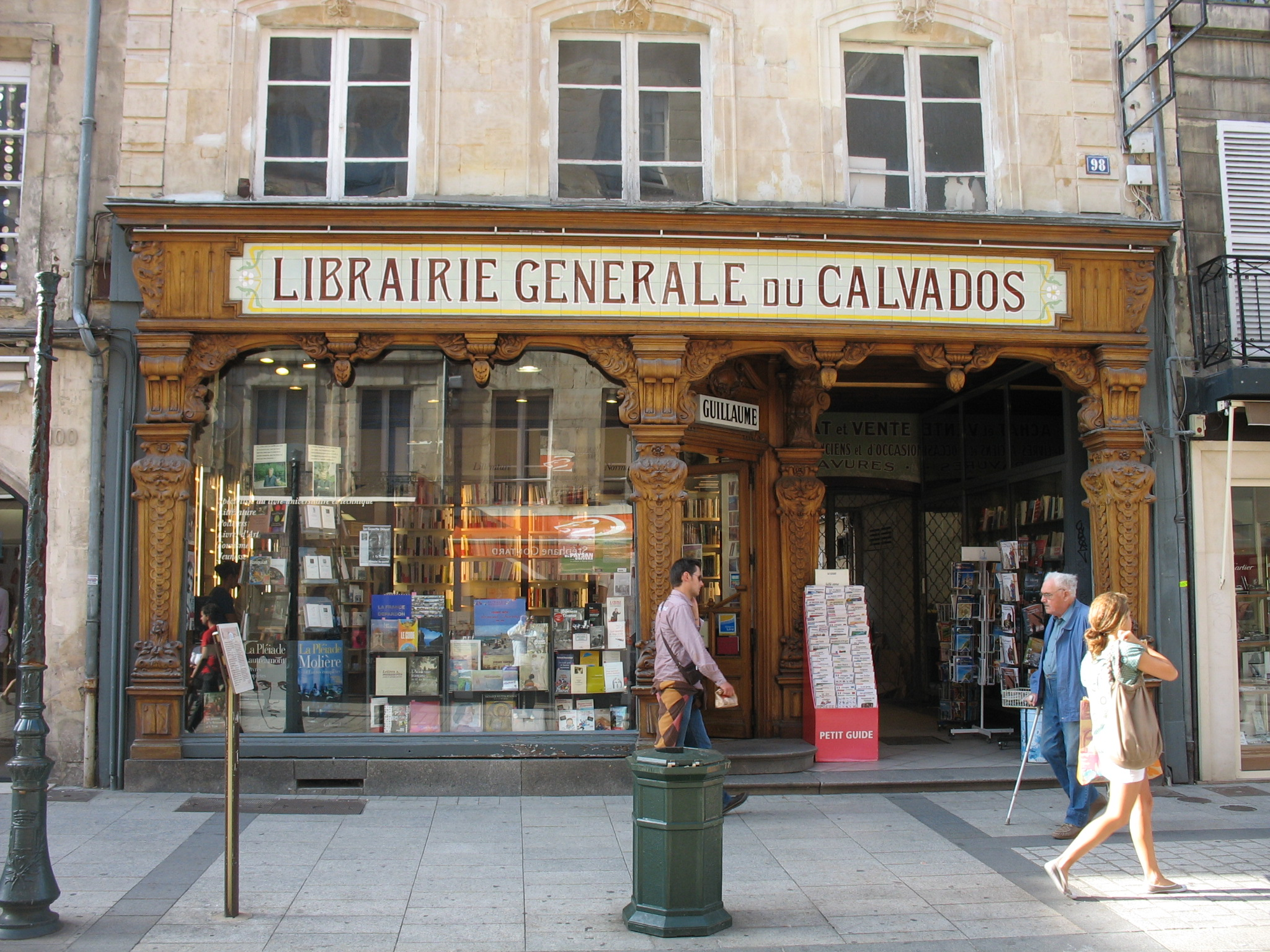
Façade de la librairie

## Architecture
La maison est en pierre de Caen.
Le décor est sobre.